# Chaffois
Chaffois is een gemeente in het Franse departement Doubs (regio Bourgogne-Franche-Comté) en telt 710 inwoners (1999). De plaats maakt deel uit van het arrondissement Pontarlier.
Chaffois is naamgever aan de adellijke familie "de Chaffoy (de Courcelles)", waarvan een tak vanaf 1792 (na de Franse Revolutie) een nageslacht stichtte in België.

## Geografie
De oppervlakte van Chaffois bedraagt 16,3 km², de bevolkingsdichtheid is 43,6 inwoners per km².

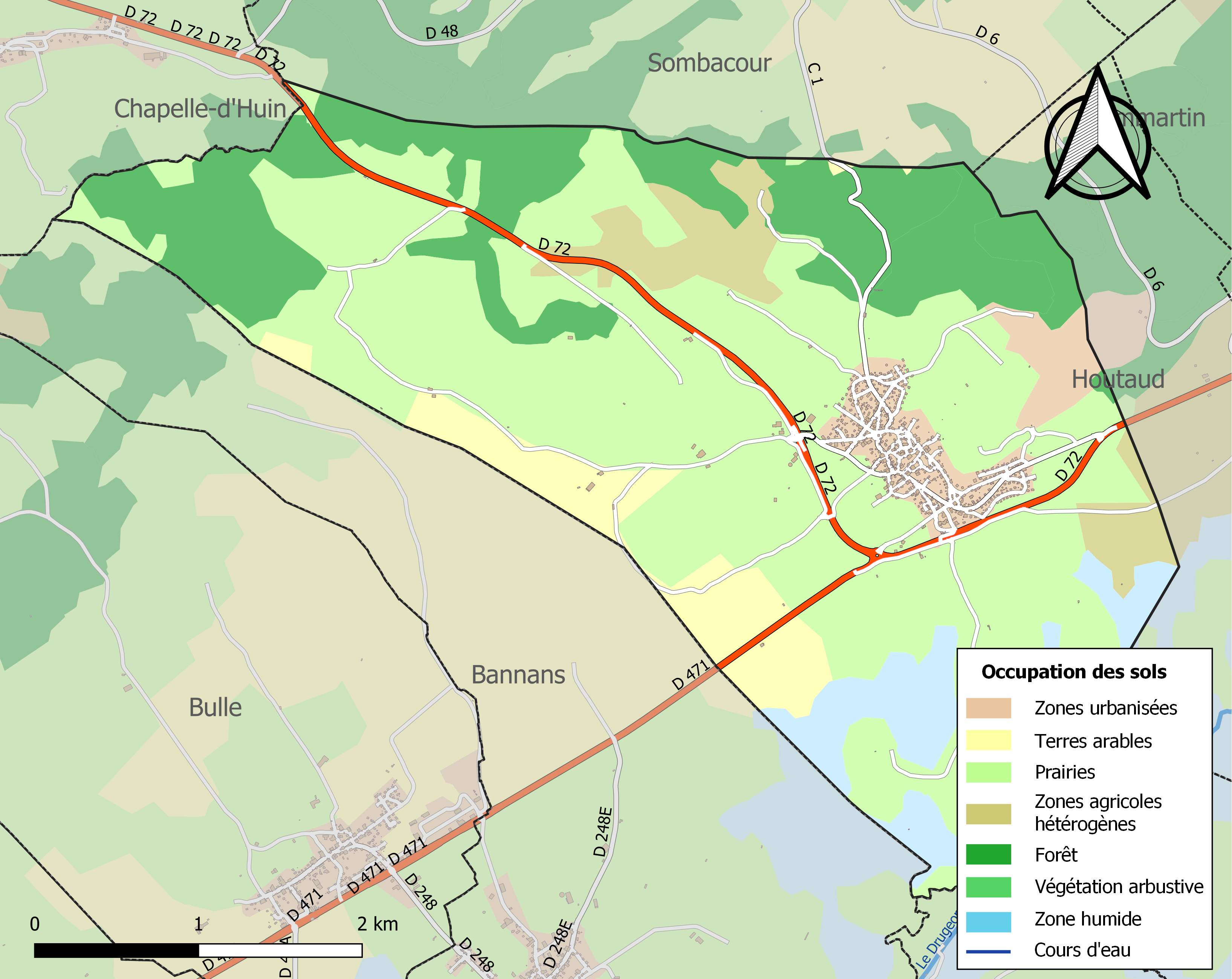
Kaart van de gemeente met de belangrijkste infrastructuur, bodemgebruik en omliggende gemeenten

## Demografie
Onderstaande figuur toont het verloop van het inwonertal (bron: INSEE-tellingen).